# Sarah Schulman
Sarah Miriam Schulman (Nueva York, 28 de julio de 1958) es una novelista, dramaturga, escritora de no ficción, guionista, activista gay e historiadora del SIDA estadounidense.  Es profesora distinguida de Humanidades en el College of Staten Island (CSI) y miembro del Instituto de Humanidades de Nueva York.  Recibió el premio Bill Whitehead.

## Primeros años y educación
Schulman nació el 28 de julio de 1958 en la ciudad de Nueva York. Asistió a Hunter College High School, y asistió a la Universidad de Chicago de 1976 a 1978, pero no se graduó. Tiene una licenciatura en artes del Empire State College.